# Sinónimo de ofender
Sinónimo de ofender es el nombre del sexto disco (y quinto álbum de estudio) grabado por el grupo Koma y lanzado en 2004.

## Canciones
1. Protestantes
2. Imagínatelos cagando
3. Pensamientos fúnebres
4. Trabajo manual
5. El muro de Berlín
6. Porculizaciones anónimas
7. Ven que no te va a doler
8. De revés
9. El alambique
10. La chulería
11. Santo
12. Baga biga higa
13. Buenos rollos

## Colaboraciones
- Olatz Andueza, acordeón en El Muro de Berlín.
- Brigi Duque y Miguel Aizpún, teclados en Pensamientos Fúnebres.
- Oscar Duque voz en Protestantes.